# Aston Dark Space

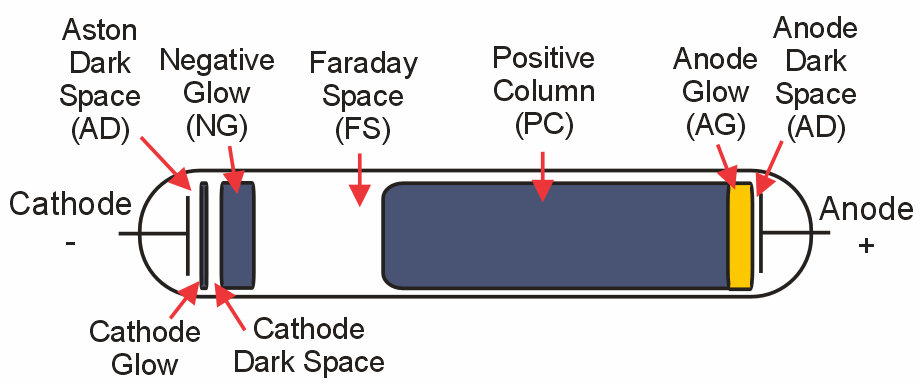
(a) En anod och katod i varje ände (b) Aston Dark Space (c) Katode glöd (d) Katod Dark Space (även kallad Crookes Dark Space eller Hittorf Dark Space) (e) Negativ glöd (f) Faraday rymden (g) Positiv kolumn (h) Anodens glöd (i) Anodens Dark Space.

Aston Dark Space är det mörka området mellan katodytan och katodytans glöd, som inträffar i ett vakuumrör när trycket är lågt.